# Đắk Nia
Đắk Nia là một xã thuộc thành phố Gia Nghĩa, tỉnh Đắk Nông, Việt Nam.

## Địa lý
Xã Đắk Nia nằm ở phía nam thành phố Gia Nghĩa, có vị trí địa lý:
- Phía đông giáp huyện Đắk Glong
- Phía tây giáp các phường Nghĩa Trung, Nghĩa Tân và huyện Đắk R'lấp
- Phía nam giáp tỉnh Lâm Đồng
- Phía bắc giáp phường Nghĩa Đức.

Xã Đắk Nia có diện tích 93,52 km², dân số năm 2019 là 10.361 người, mật độ dân số đạt 111 người/km².

## Hành chính
Xã Đắk Nia có 12 thôn, bon được chia thành 7 thôn: Cây Xoài, Đắk Tân, Đồng Tiến, Nam Rạ, Nghĩa Hòa, Nghĩa Thuận, Phú Xuân và 5 bon: Bu Sop, N'Jriêng, Phai Kol Pru Đăng, S'Re Ú, Ting Wel Đơm.

## Lịch sử
Trước đây, Đắk Nia là một xã thuộc huyện Đắk Nông, tỉnh Đắk Lắk.
Ngày 27 tháng 6 năm 2005, Chính phủ ban hành Nghị định 82/2005/NĐ-CP về việc:
- Chuyển xã Đắk Nia về thị xã Gia Nghĩa mới thành lập
- Thành lập phường Nghĩa Đức trên cơ sở điều chỉnh 333 ha diện tích tự nhiên và 235 nhân khẩu của xã Đắk Nia
- Thành lập phường Nghĩa Tân trên cơ sở điều chỉnh 513 ha diện tích tự nhiên và 484 nhân khẩu của xã Đắk Nia
- Thành lập phường Nghĩa Trung trên cơ sở điều chỉnh 896 ha diện tích tự nhiên và 2.749 nhân khẩu của xã Đắk Nia.

Sau khi điều chỉnh địa giới hành chính, xã Đắk Nia còn lại 9.356 ha diện tích tự nhiên và 4.719 nhân khẩu.
Ngày 22 tháng 12 năm 2016, Hội đồng Nhân dân tỉnh Đắk Nông ban hành Nghị quyết 43/NQ-HĐND về việc sáp nhập thôn Nghĩa Thắng vào thôn Đồng Tiến.
Ngày 17 tháng 12 năm 2019, Ủy ban thường vụ Quốc hội ban hành Nghị quyết số 835/NQ-UBTVQH14 về việc thành lập thành phố Gia Nghĩa thuộc tỉnh Đắk Nông. Xã Đắk Nia thuộc thành phố Gia Nghĩa.

## Du lịch
- Thác Liêng Nung
- Thác Gia Vĩ có tọa độ: 11°56′18″B 107°39′58″Đ / 11,9383763°B 107,6660358°Đ
- Khu di tích lịch sử Bon Cây Xoài